# Kunice (Morávia do Sul)
Kunice é uma comuna checa localizada na região de Morávia do Sul, distrito de Blansko.